# Zorbau
Zorbau este o comună din landul Saxonia-Anhalt, Germania.